# Poloma
Poloma (bis 1927 slowakisch auch „Polom“; ungarisch Polony) ist eine Gemeinde im Osten der Slowakei mit 944 Einwohnern (Stand 31. Dezember 2024). Sie gehört zum Okres Sabinov, einem Kreis des Prešovský kraj, sowie zur traditionellen Landschaft Šariš.

## Geographie

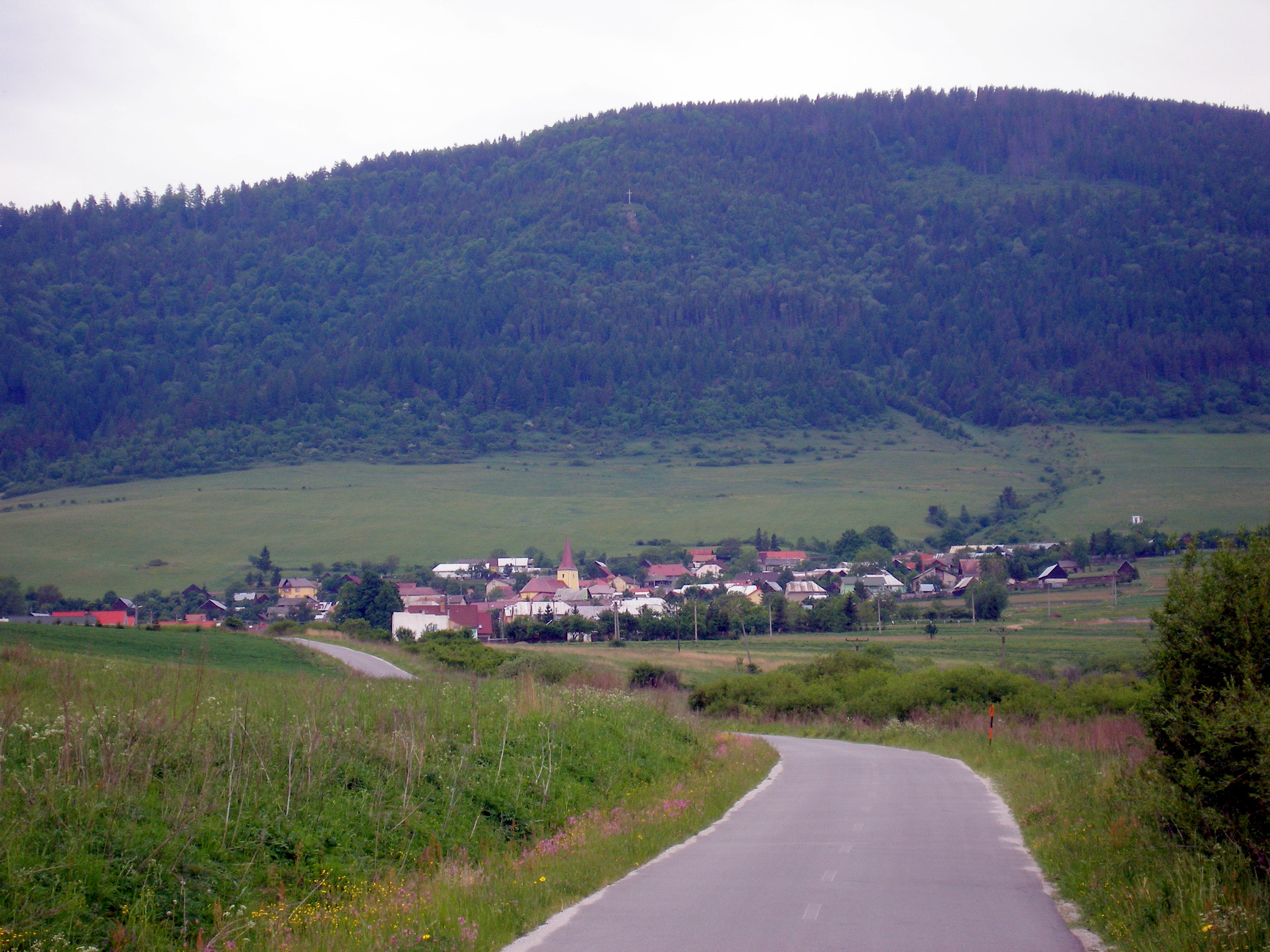
Poloma und umliegende Landschaft

Die Gemeinde befindet sich am Nordosthang der Leutschauer Berge am linksufrigen Zufluss von Torysa. Das Ortszentrum liegt auf einer Höhe von 628 m n.m. und ist 13 Kilometer von Lipany, 24 Kilometer von Sabinov sowie 26 Kilometer von Stará Ľubovňa entfernt.
Nachbargemeinden sind Krásna Lúka im Norden, Šarišské Dravce im Nordosten, Torysa im Osten, Brezovica im Süden sowie Tichý Potok (Katastralgemeinden Tichý Potok und Blažov) im Südwesten und Westen.

## Geschichte

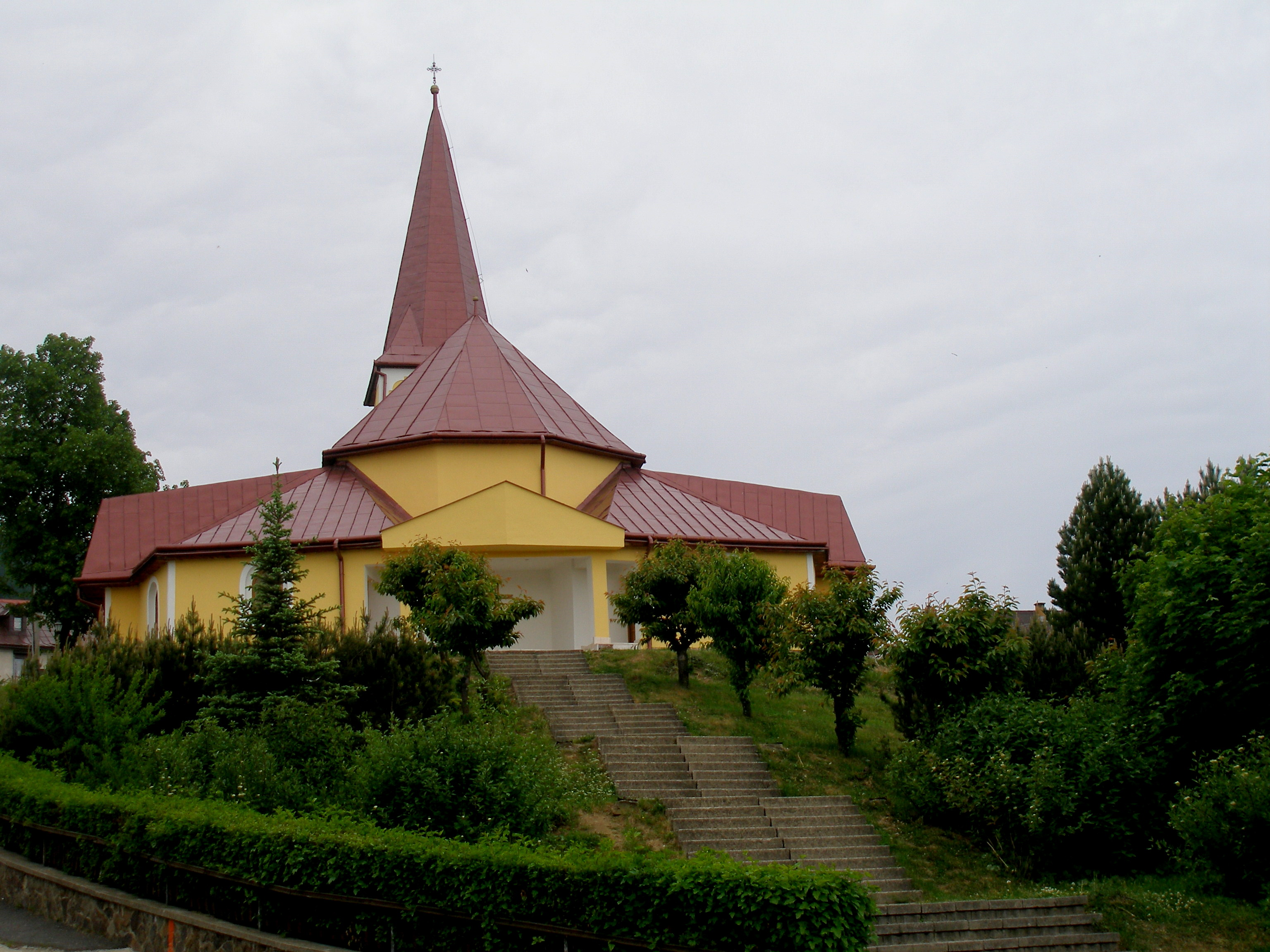
Kirche in Poloma

Poloma wurde zum ersten Mal 1330 als Palim beziehungsweise Polom schriftlich erwähnt, damals als Teil des Herrschaftsgebiets von Torysa. Zugleich hatte die Ortschaft eine eigene Pfarrei. 1427 sind 27 Porta schriftlich erwähnt, Poloma war somit zu jener Zeit ein mittelgroßes Dorf. Das 16. Jahrhundert wurde von einem Rückgang gekennzeichnet, 1600 hatte Poloma nach Ankunft neuer Familien 28 Bauernhäuser. 1691 erhielt das Dorf Befreiung von Steuern, nachdem es kurz zuvor durch deutsche Truppen verwüstet wurde. 1828 zählte man 69 Häuser und 529 Einwohner, deren Haupteinnahmequelle Viehhaltung war.
Bis 1918 gehörte der im Komitat Scharosch liegende Ort zum Königreich Ungarn und kam danach zur Tschechoslowakei beziehungsweise heute Slowakei.

## Bevölkerung
| Jahr                | 1994 | 2004    | 2014    | 2024 |
| ------------------- | ---- | ------- | ------- | ---- |
| Anzahl der Personen | 906  | 965     | 944     | 944  |
| Unterschied         |      | +6,51 % | −2,17 % | +0 % |

| Jahr                | 2023 | 2024    |
| ------------------- | ---- | ------- |
| Anzahl der Personen | 936  | 944     |
| Unterschied         |      | +0,85 % |

Nach der Volkszählung 2011 wohnten in Poloma 951 Einwohner, davon 937 Slowaken sowie jeweils ein Magyare und Tscheche. Ein Einwohner gab eine andere Ethnie an und 11 Einwohner machten keine Angabe zur Ethnie.
932 Einwohner bekannten sich zur römisch-katholischen Kirche, neun Einwohner zur griechisch-katholischen Kirche und ein Einwohner zur Evangelischen Kirche A. B. Bei neun Einwohnern wurde die Konfession nicht ermittelt.

## Bauwerke und Denkmäler
- römisch-katholische Kirche Hl. Dreifaltigkeit, ursprünglich im gotischen Stil im 14. Jahrhundert errichtet, 1851 im klassizistischen Stil umgestaltet und 1990–92 generalsaniert und erweitert
- Straßenkapelle Maria Schnee im klassizistischen Stil aus dem Jahr 1892